# Расстройства ощущений
Расстро́йства ощуще́ний — нарушения ощущений, наиболее распространёнными из которых являются гиперестезии, гипестезии и парестезии.

## Виды нарушений

### Гиперестезия
Гиперестезия — повышенная чувствительность к реальным обычным или даже слабым воздействиям. В этих случаях как внешние, так и интеро- и проприоцептивные раздражители вызывают чрезвычайно интенсивную реакцию в связи с резким уменьшением нижних абсолютных порогов ощущений. Например, стук пишущей машинки оглушает больного, горящая свеча слепит, а рубашка, прилегающая к телу, раздражает настолько, что кажется изготовленной «из колючей проволоки», и т. п.
Наблюдается при неврозах, интоксикации некоторыми веществами (опиатами, гашишем, циклодолом и т. п.), на начальных этапах помрачения сознания, при острых психозах.

### Гипестезия (в частности анестезия)
Гипестезия — пониженная чувствительность к реальным раздражителям, повышение нижних абсолютных порогов ощущений. Больной почти не реагирует на укол, на ползающую по лицу муху и т. п. Пониженная чувствительность к температурным раздражителям может приводить к несчастным случаям — ожогам и обморожениям. В крайних случаях гипестезии анализатор полностью неспособен отвечать на раздражение, и это явление носит название анестезии. Анестезия обычно бывает при полном анатомическом перерыве одного из периферических нервных стволов или разрушении центрального отдела анализатора. Потеря чувствительности обычно распространяется на тактильную, болевую и температурную чувствительность (тотальная анестезия) или только на отдельные её виды (парциальная анестезия).
При психической гипестезии и анестезии соответствующий анализатор анатомо-физиологически формально сохранён. В частности, гипестезии и анестезии могут быть внушены человеку, находящемуся в гипнотическом сне. Психическая амблиопия (слепота), психическая аносмия (нечувствительность к запахам), психическая агевзия (утрата чувства вкуса), психическая глухота, психическая тактильная и болевая анестезия часто встречаются при диссоциативных (конверсионных) расстройствах.

### Парестезия
Парестезия связана с качественными изменениями информации, поступающей с рецептора в корковый отдел анализатора. Наверное, каждый знает об ощущениях, возникающих от длительного сдавливания нерва неудобным положением — «руку отлежал», «ногу отсидел». При нарушениях проводимости по нерву появляются ощущения «ползания мурашек», стягивания кожи, покалывания, жжения (это своеобразные колебания модальности ощущения). Парестезии чаще являются признаком неврологического или сосудистого поражения.
Близки к парестезии и сенестопатии, но они занимают промежуточное положение с висцеральными галлюцинациями, так как ещё менее связаны с каким-либо реальным раздражением периферического отдела анализатора.

### Сенестопатия
Сенестопатия — неопределённое, часто мигрирующее, весьма неприятное и тягостное ощущение, которое проецируется внутрь тела (внутрь телесного «Я»): сжимание и растягивание, перекатывание и дрожание, «отсасывание», «прилипание» и пр. Они никогда не имеют чёткой локализации, и больные бывают не в состоянии даже правильно их описать. Сенестопатии встречаются при многих психических расстройствах.